# Alpinia mesanthera
Alpinia mesanthera là một loài thực vật có hoa trong họ Gừng. Loài này được Hayata mô tả khoa học đầu tiên năm 1915.